# Ignacy Ciecierski
Ignacy Ciecierski herbu Rawicz (zm. przed 9 października 1766 roku) – stolnik drohicki pod 1750 roku.
Jako poseł ziemi drohickiej 29 kwietnia 1761 roku zerwał sejm nadzwyczajny.